# Тоски, Фатон
Фатон Тоски (алб. Faton Toski; род. 17 февраля 1987, Гнилане, САК Косово) — косоварский футболист, игравший на позиции полузащитника.

## Клубная карьера
Фатон Тоски родился в косовском городе Гнилане, но ещё в первые годы его жизни семья перебралась в Германию. В 1993 году Тоски был зачислен в футбольную секцию команды «Маккаби» из Франкфурта-на-Майне, а через год стал заниматься в главном клубе этого немецкого города — «Айнтрахте». Сыграв несколько матчей за резервную команду клуба в Оберлиге Гессен, 12 мая 2007 года Тоски дебютировал за «Айнтрахт» в немецкой Бундеслиге, заменив на 85-й минуте гостевого поединка против «Вердера» японского нападающего Наохиро Такахару. 8 декабря 2007 года Тоски забил свой первый гол в главной немецкой лиге, открыв счёт в начале второго тайма домашней игры против «Шальке 04».
11 июня 2010 года Тоски покинул «Айнтрахт», подписав контракт с клубом Второй Бундеслиги «Бохумом». 4 декабря 2011 года он впервые сделал дубль, внеся свой вклад в крупную домашнюю победу над «Эрцгебирге», при этом Тоски сыграл роль ассистента в ещё 3 голах «Бохума» в этой встрече.
21 января 2014 года Тоски заключил контракт с клубом Второй Бундеслиги «Франкфурт» до конца сезона 2013/14 и с возможностью его последующего продления. Примечательно, что Тоски официально дебютировал за «Франкфурт» в матче против «Бохума», выйдя на замену во втором тайме.
16 августа 2016 года на правах свободного агента заключил двухлетний контракт с клубом «Лачи».

## Карьера в сборной
5 марта 2014 года Фатон Тоски дебютировал за сборную Косова в товарищеском матче против сборной Гаити, заменив на 72-й минуте нападающего Альберта Буньяку.

## Статистика выступлений

### В сборной
| Матчи и голы Фатона Тоски за сборную Косова | Матчи и голы Фатона Тоски за сборную Косова | Матчи и голы Фатона Тоски за сборную Косова        | Матчи и голы Фатона Тоски за сборную Косова | Матчи и голы Фатона Тоски за сборную Косова | Матчи и голы Фатона Тоски за сборную Косова | Матчи и голы Фатона Тоски за сборную Косова |
| №                                           | Дата                                        | Место проведения                                   | Соперник                                    | Счёт                                        | Голы                                        | Соревнование                                |
| ------------------------------------------- | ------------------------------------------- | -------------------------------------------------- | ------------------------------------------- | ------------------------------------------- | ------------------------------------------- | ------------------------------------------- |
| 1                                           | 5 марта 2014                                | Олимпийский стадион Адем Яшари, Косовска-Митровица | Гаити                                       | 0:0                                         | —                                           | Товарищеский матч                           |
| 2                                           | 21 мая 2014                                 | Олимпийский стадион Адем Яшари, Косовска-Митровица | Турция                                      | 1:6                                         | —                                           | Товарищеский матч                           |
| 3                                           | 25 мая 2014                                 | Стад де Женев, Женева                              | Сенегал                                     | 1:3                                         | —                                           | Товарищеский матч                           |

Итого: 3 матча / 0 голов; eu-football.info.